# Capparis jacobinae
Capparis jacobinae là một loài thực vật có hoa trong họ Capparaceae. Loài này được Moric. ex Eichler mô tả khoa học đầu tiên năm 1865.